# 万斯同
万 斯同（ばん しどう、崇禎11年（1638年） - 康熙41年（1702年））は、中国清代の学者。字は季野。学者たちは石園先生と称した。寧波府鄞県の出身。万泰の八男で万斯大の弟。

## 略歴
生まれながら慧敏（）にして、異能の持ち主であった。45歳までに家蔵の書籍をすべて読破し、独学を主として古学に従い、広く経史に通じ、もっとも明代の掌故（）に詳しかった。康熙17年（1678年）に博学鴻詞科に推薦されたが、官職には就かなかった。のちに布衣（庶民）の身分で史局に参加し、『明史稿』500巻を自力で完成した。また、尚書であった徐乾学のために『読礼通考』200余巻を編纂した。その性格は営利を尊ばず、学友・弟子には、ただ読書を勧めて学問をするよう励まし、互いに切歯琢磨することを望んだ。65歳で世を去ったときに、門人たちは貞文先生と諡した。

## 著書
- 『石園詩文集』（20巻）
- 『歴代史表』
- 『紀元彙考』
- 『宋季忠義録』
- 『南宋六陵遺事』
- 『庚申君遺事』
- 『崑崙河源考』
- 『河渠考』
- 『儒林宗派』
- 『石経考』
- 『石鼓文考』
- 『群書辯疑』
- 『書学彙編』
- 『周正彙考』
- 『歴代宰輔彙考』
- 『喪礼辯疑』
- 『廟制折衷』
- 『廟制図』